# أيام الشعرى
أيام الشِّعْرَى أو أيام الكلب أو الخَمَاسِين تشير إلى أشد أيام الصيف حراً، وتكون عاد في شهري تموز / يوليو وآب / أغسطس في نصف الأرض الشمالي، أما في النصف الجنوبي فتكون في شهري كانون الثاني / يناير وشباط / فبراير.

## التسمية
تعود تسمية أيام الشعرى إلى الرومان حيث أطلقوا على هذه الأيام اسم diēs caniculārēs حيث ربطوا بين الطقس الحار وظهور نجم الشعرى اليمانية النجم الأكثر لمعاناً في كوكبة الكلب الأكبر. كما استُعمل هذا المصطلح أيضاً من قبل الإغريق.

## التواريخ
في روما القديمة تبدأ أيام الشعرى من 24 24 تموز / يوليو حتى 24 آب / أغسطس من كل عام أما في كتاب تقويم المزارع القديمة [الإنجليزية]
 فتمتد أيام الشعرى لمدة اربعين يوماً من 3 تموز / يوليو حتى 11 آب / أغسطس من كل عام.
وفقاً لطبعة عام 1552 من كتاب الصلاة المشتركة [الإنجليزية]
 تمتد أيام الشعرى من 6 تموز / يوليو حتى 17 آب / أغسطس من كل عام ولكن هذه الطبعة لم يتم استخدامها بشكل واسع كما لم يتم اعتمادها من قبل محفل كنيسة إنكلترا. تشير القراءات لطبعة عام 1559 من كتاب الصلاة المشتركة أن أيام الشعرى تمتد من 7 تموز / يوليو إلى 18 آب / أغسطس من كل عام ولكن تم اعتبار هذا التغيير خطأ مطبعي.
الرجاء ملاحظة أنه بحسب التعديلات التي تم اعتمادها في التقويم الغريغوري يجب إضافة عشرة أيام إلى جميع تواريخ القرنين السادس عشر والسابع عشر المذكورة سابقاً حتى تتوافق مع التواريخ الحالية والمشاهدات الفلكية والمناخ.